# 국수 수위전
국수 수위전(國手 手位戰)은 서울신문사에서 주최하여 1957년에 개최 하였던 대한민국 최초의 장기 기전이었다. 하지만 1회만 개최한 후 자취를 감추었다.

## 대회 결과
- 우승 : 안성흥
- 준우승 : 임제민